# Миозин

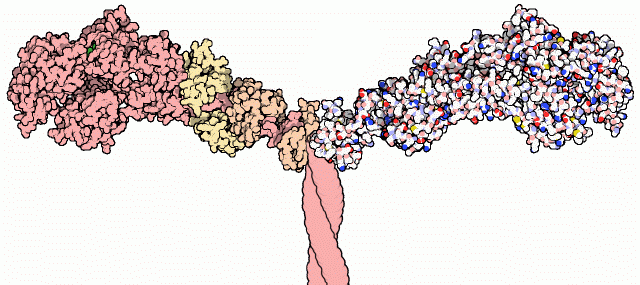
Часть структуры миозина II. Атомы тяжелой цепи окрашены в красный (слева), атомы легкой цепи окрашены в желтый и оранжевый.

Миозин — фибриллярный белок, один из главных компонентов сократительных волокон мышц — миофибрилл. Составляет 40—60 % общего количества мышечных белков. При соединении миозина с другим белком миофибрилл (актином) образуется актомиозин — основной структурный элемент сократительной системы мышц. Другое важное свойство миозина — способность расщеплять аденозинтрифосфорную кислоту (АТФ). Благодаря АТФ-азной активности миозина, химическая энергия макроэргических связей АТФ превращается в механическую энергию мышечного сокращения. Молекулярная масса миозина около 500 000. При действии протеолитических ферментов миозин распадается на фрагменты — тяжёлый меромиозин и лёгкий меромиозин (молекулярная масса около 350 000 и около 150 000). С помощью меченного тяжёлого меромиозиона при цитологических исследованиях выявляется местоположение актиновых микрофиламентов в клетке.

## Структура
Миозины — семейство белков, являющихся моторами цитоскелета системы микрофиламентов. Миозины состоят из тяжёлых цепей (H) и лёгких (L) в разном количестве в зависимости от типа миозина. H-цепь имеет 2 участка — «головку» и «хвостик». Головка тяжёлой цепи миозина имеет сайт связывания с актином и сайт связывания АТФ. По количеству «головок» миозины делятся на «традиционные» (англ. conventional myosin) — 2 головки и нетрадиционные (англ. unconventional myosin) — 1 головка. Традиционные миозины могут связываться между собой в протофибриллы, а нетрадиционные — не могут.
На электронных микрофотографиях молекулы миозина имеют вид палочек (1600´25) с двумя глобулярными образованиями на одном из концов. Полагают, что 2 полипептидные цепи, образующие миозин, скручены в спираль. Белки, аналогичные миозину, обнаружены в жгутиках, ресничках и других двигательных структурах у многих простейших и бактерий, сперматозоидов животных и некоторых растений.

## Виды миозина

### Мышечный миозин
Мышечный миозин (т. н. миозин II) — традиционного типа. Обнаруживается в поперечно-полосатой мускулатуре позвоночных и беспозвоночных животных, в гладкомышечных клетках беспозвоночных. Мышечный миозин всегда состоит из двух H-цепей по 200 кДа каждая, образующих две «головки» молекулы и скрученный из двух хвостиков тяжёлой цепи хвост. Две лёгкие L-цепи по 18 кДа ассоциированы с тяжёлыми цепями в районе перехода от головки к хвосту. Связываясь с микрофиламентами головками попеременно, миозины как бы «шагают» по нему за счёт гидролиза макроэргической связи молекулы АТФ. При этом к хвосту молекулы может быть присоединена соседняя микрофибрилла, и тогда происходит мышечное сокращение.

### Немышечный миозин

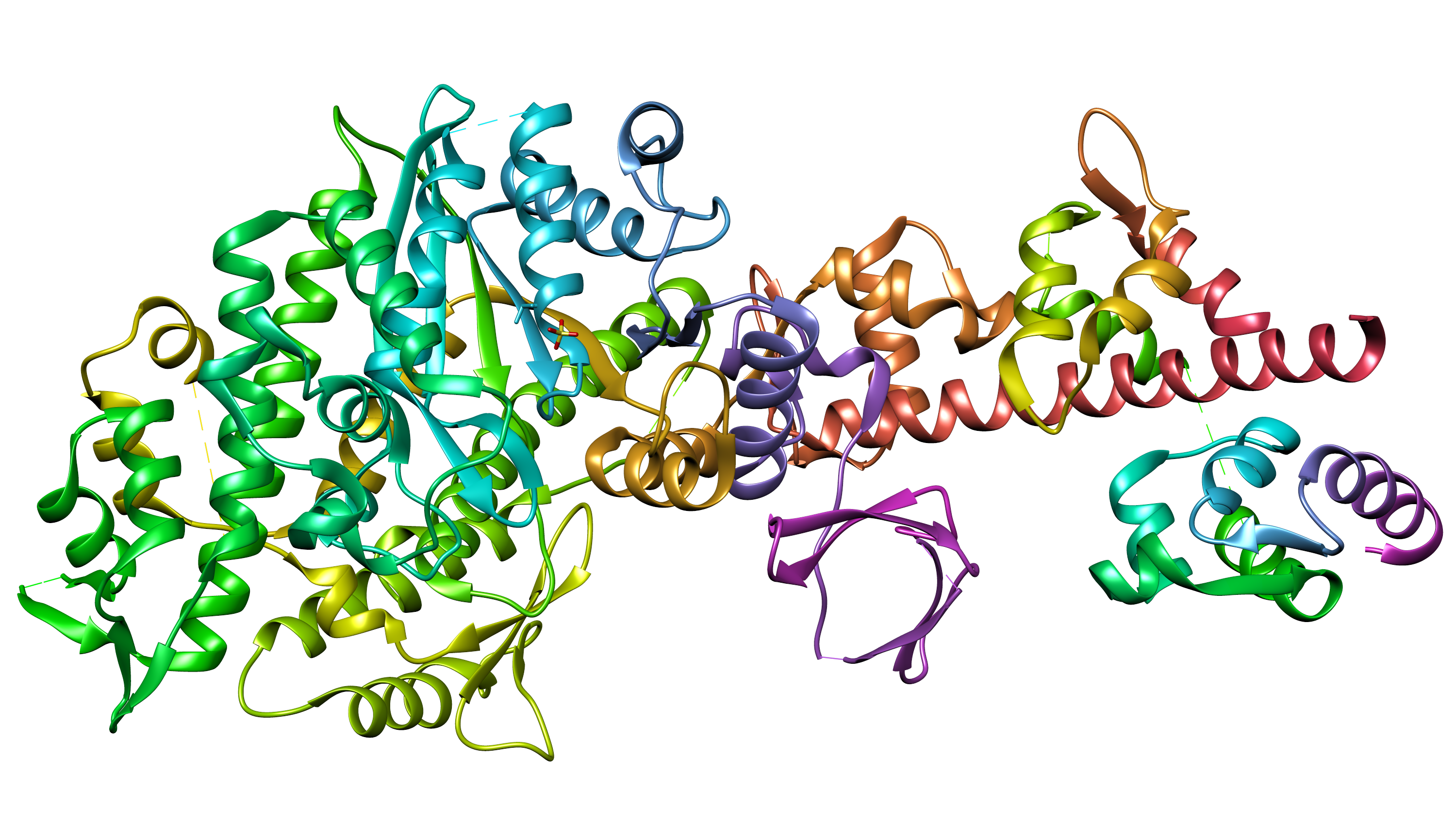
Миозин V

Немышечные миозины встречаются в разных клетках, в том числе в гладко-мышечных клетках позвоночных. Немышечные миозины могут быть 2-головые и 1-головые, то есть традиционные и нетрадиционные. Нетрадиционные миозины найдены во всех клетках. Они не могут образовывать протофиламенты. Одноголовый миозин тащит груз от (−) конца микрофиламента к (+)-концу. Миозин I — в фоторецепторах, миозин VII — в органах слуха.